# Bambiderstroff
Bambiderstroff (fràncic lorenès Bambidaschtroff) és un municipi francès situat al departament del Mosel·la i a la regió del Gran Est. L'any 2007 tenia 1.012 habitants.

## Demografia

### Població
El 2007 la població de fet de Bambiderstroff era de 1.012 persones. Hi havia 380 famílies, de les quals 68 eren unipersonals (32 homes vivint sols i 36 dones vivint soles), 156 parelles sense fills, 140 parelles amb fills i 16 famílies monoparentals amb fills.
La població ha evolucionat segons el següent gràfic:
Habitants censats

### Habitatges
El 2007 hi havia 411 habitatges, 388 eren l'habitatge principal de la família, 5 eren segones residències i 18 estaven desocupats. 339 eren cases i 69 eren apartaments. Dels 388 habitatges principals, 309 estaven ocupats pels seus propietaris, 74 estaven llogats i ocupats pels llogaters i 5 estaven cedits a títol gratuït; 4 tenien una cambra, 6 en tenien dues, 38 en tenien tres, 77 en tenien quatre i 263 en tenien cinc o més. 342 habitatges disposaven pel capbaix d'una plaça de pàrquing. A 151 habitatges hi havia un automòbil i a 206 n'hi havia dos o més.

### Piràmide de població
La piràmide de població per edats i sexe el 2009 era:
| Homes | Edats   | Dones |
| ----- | ------- | ----- |
| 0     | 95 o +  | 0     |
| 0     | 90 a 94 | 0     |
| 0     | 85 a 89 | 12    |
| 12    | 80 a 84 | 4     |
| 8     | 75 a 79 | 16    |
| 8     | 70 a 74 | 28    |
| 20    | 65 a 69 | 24    |
| 32    | 60 a 64 | 32    |
| 20    | 55 a 59 | 20    |
| 28    | 50 a 54 | 20    |
| 20    | 45 a 49 | 28    |
| 36    | 40 a 44 | 24    |
| 60    | 35 a 39 | 40    |
| 32    | 30 a 34 | 48    |
| 24    | 25 a 29 | 36    |
| 12    | 20 a 24 | 16    |
| 24    | 15 a 19 | 36    |
| 24    | 10 a 14 | 28    |
| 40    | 5 a 9   | 32    |
| 40    | 0 a 4   | 32    |

## Economia
El 2007 la població en edat de treballar era de 685 persones, 467 eren actives i 218 eren inactives. De les 467 persones actives 435 estaven ocupades (228 homes i 207 dones) i 32 estaven aturades (13 homes i 19 dones). De les 218 persones inactives 65 estaven jubilades, 71 estaven estudiant i 82 estaven classificades com a «altres inactius».

### Ingressos
El 2009 a Bambiderstroff hi havia 393 unitats fiscals que integraven 1.027 persones, la mediana anual d'ingressos fiscals per persona era de 18.662 €.

### Activitats econòmiques
Dels 17 establiments que hi havia el 2007, 1 era d'una empresa extractiva, 2 d'empreses alimentàries, 1 d'una empresa de fabricació de material elèctric, 2 d'empreses de fabricació d'altres productes industrials, 2 d'empreses de construcció, 1 d'una empresa de comerç i reparació d'automòbils, 1 d'una empresa d'hostatgeria i restauració, 2 d'empreses financeres, 2 d'empreses de serveis, 1 d'una entitat de l'administració pública i 2 d'empreses classificades com a «altres activitats de serveis».
Dels 5 establiments de servei als particulars que hi havia el 2009, 1 era una oficina bancària, 2 electricistes, 1 perruqueria i 1 saló de bellesa.
Els 2 establiments comercials que hi havia el 2009 eren fleques.
L'any 2000 a Bambiderstroff hi havia 4 explotacions agrícoles.

## Equipaments sanitaris i escolars
El 2009 hi havia 1 escola maternal i 1 escola elemental.

## Poblacions més properes
El següent diagrama mostra les poblacions més properes.